# Championnat des îles Vierges britanniques de football 2019-2020
Navigation
Édition précédente Édition suivante
La saison 2019-2020 du championnat des îles Vierges britanniques de football est la huitième édition de la BVIFA Football League, le championnat de première division des îles Vierges britanniques. Les onze formations engagées sont réunies au sein d'une poule unique où elles s'affrontent à deux reprises. 
Le Islanders FC, sextuple vainqueur ayant perdu son titre en 2018 au profit de One Love United réussit à remporter un septième championnat face aux dix meilleures équipes de l'archipel. Si deux équipes supplémentaires participent à la compétition, le FC Sea Argo déclare forfait à plusieurs reprises avant d'abandonner le championnat lors de la suspension de ce dernier. En effet, la pandémie de Covid-19 qui frappe les îles Vierges britanniques cause un arrêt des activités pendant plus de quatre mois avant que la compétition ne soit finalement achevée en décembre 2020, soit quatorze mois après son lancement.

## Les équipes participantes
| \| Road Town : Islanders FC Old Madrid One Caribbean One Love United Panthers FC Rebels FC Wolues FC Spanish Town : Lion Heart FC Sea Argo Sugar Boys Virgin Gorda United Road Town Spanish Town \| Localisation des équipes engagées. |
| Road Town : Islanders FC Old Madrid One Caribbean One Love United Panthers FC Rebels FC Wolues FC Spanish Town : Lion Heart FC Sea Argo Sugar Boys Virgin Gorda United Road Town Spanish Town                                          |

| Équipe              | Classement 2018 | Ville        | Stade                          |
| ------------------- | --------------- | ------------ | ------------------------------ |
| One Love United     | Champion        | Road Town    | Sherly Ground                  |
| Sugar Boys          | 2e              | Spanish Town | Virgin Gorda Recreation Ground |
| Islanders FC        | 3e              | Road Town    | Sherly Ground                  |
| Wolues FC           | 4e              | Road Town    | Sherly Ground                  |
| Panthers FC         | 5e              | Road Town    | Sherly Ground                  |
| Rebels FC           | 6e              | Road Town    | Sherly Ground                  |
| Old Madrid          | 7e              | Road Town    | Sherly Ground                  |
| Virgin Gorda United | 8e              | Spanish Town | Virgin Gorda Recreation Ground |
| FC Sea Argo         | 9e              | Spanish Town | Virgin Gorda Recreation Ground |
| Lion Heart          | Nouvelle équipe | Spanish Town | Virgin Gorda Recreation Ground |
| One Caribbean       | Nouvelle équipe | Road Town    | Sherly Ground                  |

Légende des couleurs
- Tenant du titre
- Nouvelle équipe

## Compétition
Le barème de points servant à établir le classement se décompose ainsi :
- Victoire : 3 points
- Match nul : 1 point
- Défaite : 0 point

### Classement
Jusqu'à la suspension des activités en raison de la pandémie de Covid-19, le FC Sea Argo a déclaré forfait à quatre reprises et a perdu les six rencontres que l'équipe a joué. Le club se retire de la compétition durant la pause de quatre mois et ses résultats sont maintenus en l'état.
| Rang | Équipe              | Pts     | J       | G       | N       | P       | Bp      | Bc      | Diff    |
| ---- | ------------------- | ------- | ------- | ------- | ------- | ------- | ------- | ------- | ------- |
| 1    | Islanders FC        | 47      | 19      | 15      | 2       | 2       | 45      | 16      | +29     |
| 2    | Wolues FC           | 42      | 19      | 13      | 3       | 3       | 53      | 21      | +32     |
| 3    | Sugar Boys          | 35      | 19      | 11      | 2       | 6       | 45      | 21      | +24     |
| 4    | Panthers FC         | 29      | 19      | 9       | 2       | 8       | 43      | 37      | +6      |
| 5    | One Caribbean (N)   | 29      | 19      | 9       | 2       | 8       | 44      | 42      | +2      |
| 6    | Lion Heart (N)      | 25      | 19      | 6       | 7       | 6       | 32      | 31      | +1      |
| 7    | One Love United T   | 21      | 19      | 6       | 3       | 10      | 31      | 39      | -8      |
| 8    | Virgin Gorda United | 20      | 19      | 5       | 5       | 9       | 25      | 31      | -6      |
| 9    | Rebels FC           | 19      | 19      | 6       | 1       | 12      | 32      | 53      | -21     |
| 10   | Old Madrid          | 18      | 19      | 5       | 3       | 11      | 43      | 48      | -5      |
| 0    | FC Sea Argo         | Forfait | Forfait | Forfait | Forfait | Forfait | Forfait | Forfait | Forfait |

|  | Champion des îles Vierges britanniques 2019-2020 |
|  | T : Tenant du titre (N) : Nouvelle équipe        |

## Bilan de la saison
| Championnat des îles Vierges britanniques de football 2019-2020 |                         |
| Champion                                                        | Islanders FC (7e titre) |
| Dauphin                                                         | Wolues FC               |
| Qualifications continentales                                    |                         |
| Caribbean Club Shield 2021                                      | Aucun inscrit           |